# 诚信大道
诚信大道是南京市江宁区的一条东西向主干道，全长约8.36公里，连接宁丹路与秦淮河西侧，是江宁区“五纵五横”快速路布局的重要组成部分。该道路不仅是江宁过境车辆分流的重要通道，还与地铁3号线、5号线交汇，交通地位显著。

## 快速化改造工程

### 工程背景
诚信大道始建于2002-2003年，因路面结构老化及交通压力增大，于2018年启动快速化改造工程，计划2025年11月全面完工。
改造后，道路将升级为“主线双向六车道+辅道双向四车道”的城市快速路，设计时速为60-80公里/小时，旨在缓解区域交通压力，特别是双龙大道和卡子门大街的拥堵。

### 工程进展
截至2025年3月，九龙湖隧道已建成通车，前庄路隧道主体结构完成，主线道路施工完成约70%。
高架桥部分待彩虹桥改造同步实施，近期暂未动工。

### 隧道与节点设计
改造工程包括6条隧道，分别为下穿宁丹路、水阁路、苏源大道、铺岗街、前庄路及清水亭东路的隧道，以及5处人行地下通道。
前庄路隧道全长873.71米，是工程的关键节点，预计2024年11月完成地面道路施工。

## 交通与配套设施

### 地铁换乘

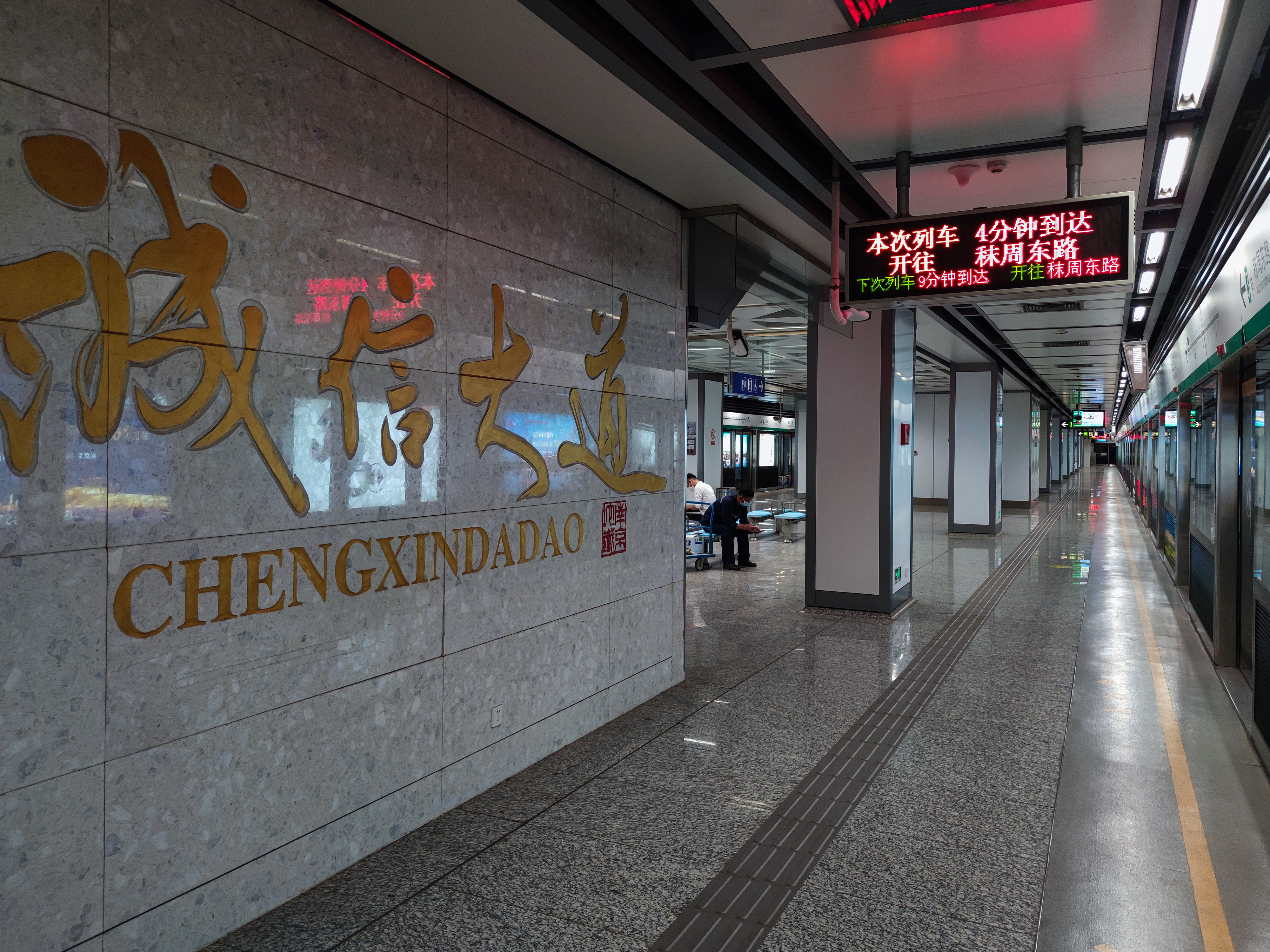
南京地铁诚信大道站大字壁

诚信大道站是南京地铁3号线和5号线的换乘站，3号线部分为地下二层岛式车站，5号线部分为地下三层岛式车站，极大便利了市民出行27。

### 周边设施
道路周边有清水亭学校、百家湖行政事务管理服务中心、华润苏果等教育、行政和商业设施，生活配套完善。
诚信大厦作为地标性建筑，吸引了众多企业入驻，进一步提升了区域的商业价值。

## 意义与影响
诚信大道的快速化改造将显著提升江宁区的交通通行能力，缓解区域交通压力，并为市民提供更便捷的出行条件。
该工程与地铁5号线的协同建设，进一步优化了江宁区的交通网络，推动了区域经济发展。